# 블라디보스토크 시간
| USZ1 | ■ 칼리닌그라드 시간     | MSK-1 (UTC+02:00) |
| MSK  | ■ 모스크바 시간         | MSK (UTC+03:00)   |
| SMAT | ■ 사마라 시간           | MSK+1 (UTC+04:00) |
| YEKT | ■ 예카테린부르크 시간   | MSK+2 (UTC+05:00) |
| OMST | ■ 옴스크 시간           | MSK+3 (UTC+06:00) |
| KRAT | ■ 크라스노야르스크 시간 | MSK+4 (UTC+07:00) |
| IRKT | ■ 이르쿠츠크 시간       | MSK+5 (UTC+08:00) |
| YAKT | ■ 야쿠츠크 시간         | MSK+6 (UTC+09:00) |
| VLAT | ■ 블라디보스토크 시간   | MSK+7 (UTC+10:00) |
| MAGT | ■ 마가단 시간           | MSK+8 (UTC+11:00) |
| PETT | ■ 캄차카 시간           | MSK+9 (UTC+12:00) |

블라디보스토크 시간(Vladivostok Time, VLAT)은 러시아의 시간대의 하나로서, 도시명 블라디보스토크의 이름을 따서 지어졌다. 협정 세계시(UTC)에 비해 10시간 앞서며(UTC+10), 모스크바 시간보다 7시간(MSK+7) 앞선다.
2011년 3월 27일 러시아는 연중 일광 절약 시간제를 도입하였다. 겨울의 UTC+10과 여름의 UTC+11 간에 전환하는 대신, 블라디보스토크 시간은 2014년까지 UTC+11로 고정되었다가 이후 연중 UTC+10으로 재설정되었다.

## 같이 보기
- 러시아의 시간대